# Étude
Étude ist ein Instrumentalstück des britischen Multiinstrumentalisten und Komponisten Mike Oldfield, das im November 1984 als Vorab-Single seines Soundtracks zu Roland Joffés Filmdrama The Killing Fields – Schreiendes Land erschien.

## Hintergrund
Bei Étude handelt es sich um eine von Mike Oldfield neu arrangierte Version der Komposition Recuerdos de la Alhambra des spanischen Gitarristen und Komponisten Francisco Tárrega, die im Laufe der Jahre öfters in Filmen wie beispielsweise in Verbotene Spiele, Sideways und Erinnerungen an Marnie oder Serien wie Die Sopranos verwendet und von vielen bekannten Interpreten wie Nana Mouskouri oder Sarah Brightman gecovert wurde.
Oldfields Version von Recuerdos de la Alhambra entstand bereits ein paar Jahre vor dessen Arbeit am Killing Fields-Soundtrack während einer gemeinsamen Session mit Morris Pert, dem damaligen Schlagzeuger und Perkussionisten in seiner Band. Sie wurde gelegentlich auch 1982 auf Konzerten von Oldfields Five Miles Out World Tour live aufgeführt (im Medley mit dem zu jenem Zeitpunkt ebenfalls noch unveröffentlichten Lied In High Places), fand jedoch auf den nächsten beiden regulären Studioalben Oldfields keinerlei Verwendung. Während der Arbeit an der Filmmusik zu The Killing Fields kam Oldfield jedoch wieder auf dieses Stück zurück, als er beim Anhören seines Arrangements das Gefühl hatte, dass es Einflüsse kambodschanischer Musik besaß. So nahm er es schließlich in den Soundtrack des Films auf, wo es im Abspann zu hören ist.
Étude ist somit das einzige Musikstück des Soundtracks, das nicht von Mike Oldfield komponiert wurde.

## Veröffentlichung
Étude wurde am 26. November 1984 als Vorab-Singleauskopplung des am selben Tag erschienenen Soundtracks zu The Killing Fields veröffentlicht. Auf der B-Seite der Single war das ebenfalls von diesem Soundtrack stammende Instrumental Evacuation enthalten. Étude konnte sich jedoch nicht in den Charts platzieren.

## Musikvideo
Das Musikvideo zu Étude entstand unter der Regie von Simon Cook und zeigt einen kleinen Jungen, der sich auf einem Fernseher Ausschnitte aus dem Film The Killing Fields ansieht und Fotos von Mike Oldfield durchsieht. Zwischendurch spielt er auch auf einem Fairlight CMI, mit dem Oldfield den Soundtrack zum Film komponiert hatte.